# Култучное (озеро, Петропавловск-Камчатский)
Култу́чное — небольшое озеро в центре Петропавловска-Камчатского. Расположено между Мишенной, Зеркальной и Никольской сопками, отделено от Авачинской бухты узким перешейком.
Размеры озера — 815 на 283 метра. Глубина достигает 7 метров (по другим данным — 4,5 метра), на дне находится слой ила мощностью до 3 метров.
В озере отмечено обитание трехиглой и девятииглой колюшек и карася. Присутствуют озерная лягушка и ондатра.

## Название
Происходит от слова «култук» — мелководный рукав или залив. Устоявшаяся форма устного наименования жителями Петропавловска-Камчатского — Култу́шное озеро, в просторечии Култу́шка.

## История
Впервые упоминается в 1787 году. При основании Петропавловской гавани озеро находилось в стороне от поселения и служило местом рыболовства и зимней охоты местных жителей. В XIX веке известно под названиями Долгое, Верхнее, Дальнее. С начала XX века носит современное название.
В 1913 году городские строения вплотную подошли к воде. После этого началась активная застройка берегов — лесопильный завод, посёлок пограничников, переселенческий посёлок, на косе появились судоремонтные мастерские. Все отходы сливались в озеро, и их количество всё увеличивалось — в 1960-е, при благоустройстве жилых домов, все канализационные стоки вновь построенной центральной канализации первоначально были направлены сюда же. По этой причине первая канализационная насосная станция, появившаяся в городе в 1960-е годы (КНС-1, расположена на территории стадиона «Спартак», функционирует до настоящего времени) была построена для отведения канализационных стоков центральной части города мимо озера в Авачинскую бухту. С этого момента антропогенная нагрузка на озеро уменьшилась и оно перестало выполнять функции канализационного отстойника, но до настоящего момента не очистилось до конца.
Берега озера тем не менее старались благоустроить хотя бы внешне, в результате рядом появился стадион, затем — просторная площадь с памятником Ленину, берега покрыли гранитом.

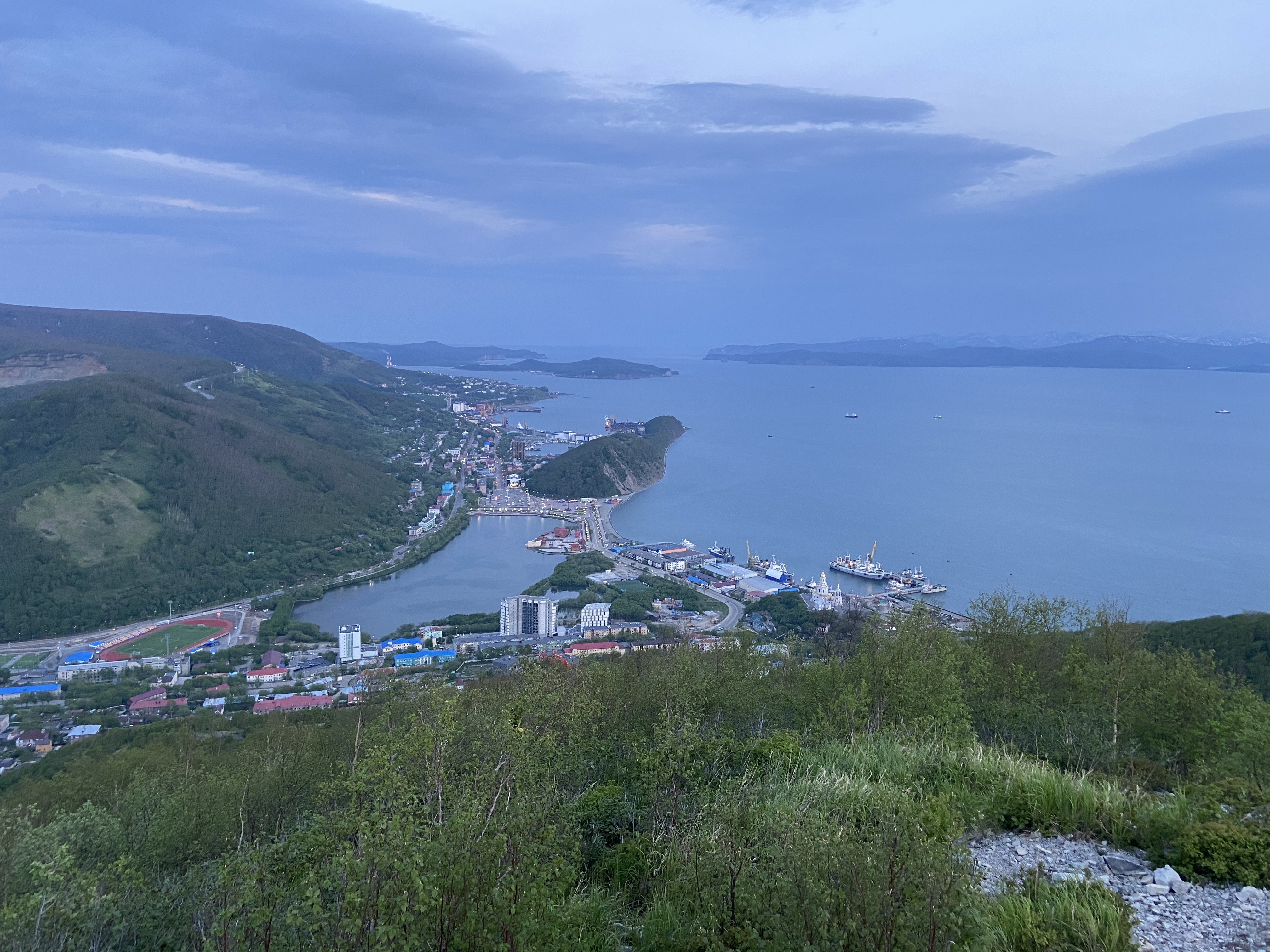
Вид с Мишенной сопки

К 1990 году озеро было загрязнено, а питающие его родники перестали функционировать, в прибрежной части города появился неприятный запах. Сейчас состояние озера улучшилось из-за уменьшения сбросов.